# Râul Strehareți
Râul Strehareți este un mic curs de apă, care izvorăște din partea de NV a municipiului Slatina, fragmentând terasa înaltă a Oltului și se varsă în Râul Olt. 